# Campeonato Sul-Americano de Atletismo Júnior de 2005
O Campeonato Sul-Americano de Atletismo Júnior de 2005 foi a 36ª edição da competição de atletismo organizada pela CONSUDATLE para atletas com menos de vinte anos, classificados como júnior ou sub-20. O evento foi realizado no Parque da Independência, em Rosário, na Argentina, entre 1 e 2 de outubro de 2005. Contou com cerca de 294 atletas de 13 nacionalidades distribuídos em 44 eventos.

## Medalhistas
Esses foram os resultados do campeonato.

### Masculino
| Evento                      | Ouro                                                                       | Ouro     | Prata                                                                        | Prata    | Bronze                                                                       | Bronze   |
| --------------------------- | -------------------------------------------------------------------------- | -------- | ---------------------------------------------------------------------------- | -------- | ---------------------------------------------------------------------------- | -------- |
| 100 metros                  | Rafael Ribeiro (BRA)                                                       | 10.33    | Andrés Murillo (COL)                                                         | 10.53    | Jorge Eufrásio dos Santos (BRA)                                              | 10.65    |
| 200 metros                  | Andrés Murillo (COL)                                                       | 21.04    | Rodrigo Bargas (BRA)                                                         | 21.19    | Adilson Blanco (BRA)                                                         | 21.27    |
| 400 metros                  | Rodrigo Bargas (BRA)                                                       | 47.04    | Andrés Silva (URU)                                                           | 47.84    | Amilkar Torres (COL)                                                         | 47.90    |
| 800 metros                  | Gilder Barboza (VEN)                                                       | 1:52.03  | Michael Ramos (VEN)                                                          | 1:52.65  | Cleber Bezerra (BRA)                                                         | 1:52.74  |
| 1 500 metros                | Gilder Barboza (VEN)                                                       | 3:55.54  | Fernando Lina da Silva (BRA)                                                 | 3:55.96  | Mario Bazán (PER)                                                            | 3:56.44  |
| 5 000 metros                | Marvin Blanco (VEN)                                                        | 15:01.94 | Pablo Mena (CHI)                                                             | 15:05.59 | Víctor Aravena (CHI)                                                         | 15:08.21 |
| 10 000 metros               | Alexander Meléndez (VEN)                                                   | 31:02.07 | William Castillo (ECU)                                                       | 31:07.70 | Marvin Blanco (VEN)                                                          | 31:16.25 |
| 10 km marcha atlética       | Robinson Vivar (ECU)                                                       | 43:01.55 | Alex Tapia (PER)                                                             | 43:02.27 | Juan Manuel Cano (ARG)                                                       | 43:03.34 |
| 110 metros barreiras        | Éder de Souza (BRA)                                                        | 13.95    | Alexandre da Silva (BRA)                                                     | 14.50    | Federico Ruiz (ARG)                                                          | 14.54    |
| 400 metros barreiras        | Víctor Solarte (VEN)                                                       | 51.30    | Thiago Sales (BRA)                                                           | 52.60    | Miguel Calvo (VEN)                                                           | 53.38    |
| 3.000 metros com obstáculos | Mario Bazán (PER)                                                          | 8:57.23  | José Peña (VEN)                                                              | 9:13.74  | Israel Mecabo (BRA)                                                          | 9:19.54  |
| 4×100 metros estafetas      | Brasil · Mario Gabriel · Jorge dos Santos · Nilson André · Rafael da Silva | 40.48    | Chile · Ricardo Díaz · Tomás González · Juan José Lavandero · Cristián Reyes | 41.69    | Colômbia · Marco Ibarguen · Lindon Aguache · Hawer Murillo · Juan Maturana   | 41.74    |
| 4×400 metros estafetas      | Brasil · Jonas Silva · Nil de Oliveira · Adilson Blanco · Rodrigo Bargas   | 3:09.95  | Venezuela · Roberto Montes · Víctor Solarte · Gilder Barboza · José Céspedes | 3:12.91  | Colômbia · Juan Maturana · Féderico Padilla · Hawer Murillo · Amilkar Torres | 3:13.11  |
| Salto em altura             | Leandro Piedrabuena (ARG)                                                  | 2.09     | Guilherme Gobbo (BRA)                                                        | 2.09     | Wanner Miller (COL)                                                          | 2.06     |
| Salto com vara              | Tomás González (CHI)                                                       | 4.60     | Rodrigo Tenorio (CHI)                                                        | 4.50     | Renato Oliveira (BRA)                                                        | 4.40     |
| Salto em comprimento        | Hilton da Silva (BRA)                                                      | 7.42     | Hugo Chila (ECU)                                                             | 7.42     | Lindon Aguanche (COL)                                                        | 7.31     |
| Salto triplo                | Hugo Chila (ECU)                                                           | 15.57    | Hilton da Silva (BRA)                                                        | 15.51    | Heleno Rodrigues (BRA)                                                       | 15.37    |
| Arremesso de peso           | Maximiliano Alonso (CHI)                                                   | 17.33    | Abraham Ortega (VEN)                                                         | 17.32    | Julio César Londoño (COL)                                                    | 16.77    |
| Lançamento de disco         | Raoni de Morais (BRA)                                                      | 54.96    | Gerson dos Santos (BRA)                                                      | 52.31    | Maximiliano Alonso (CHI)                                                     | 51.51    |
| Lançamento do martelo       | Rhaony Caldas (BRA)                                                        | 61.21    | Gary Osorio (PER)                                                            | 60.62    | Juan Charadía (ARG)                                                          | 59.65    |
| Lançamento do dardo         | Júlio César de Oliveira (BRA)                                              | 71.46    | Víctor Fatecha (PAR)                                                         | 67.31    | Alejandro Ionski (ARG)                                                       | 60.52    |
| Decatlo                     | Gonzalo Barroilhet (CHI)                                                   | 7304     | Luiz Alberto de Araújo (BRA)                                                 | 7267     | Anderson Venâncio (BRA)                                                      | 6640     |

### Feminino
| Evento                      | Ouro                                                                                | Ouro     | Prata                                                                               | Prata    | Bronze                                                                                 | Bronze   |
| --------------------------- | ----------------------------------------------------------------------------------- | -------- | ----------------------------------------------------------------------------------- | -------- | -------------------------------------------------------------------------------------- | -------- |
| 100 metros                  | Franciela Krasucki (BRA)                                                            | 11.39    | Yomara Hinestroza (COL)                                                             | 11.71    | Tatiane Ferraz (BRA)                                                                   | 11.84    |
| 200 metros                  | Franciela Krasucki (BRA)                                                            | 23.54    | Yomara Hinestroza (COL)                                                             | 23.87    | Josiane Valentim (BRA)                                                                 | 24.18    |
| 400 metros                  | Alejandra Idrobo (COL)                                                              | 54.20    | Gisele Cruz (BRA)                                                                   | 54.98    | Fernanda Mackenna (CHI)                                                                | 55.23    |
| 800 metros                  | Muriel Coneo (COL)                                                                  | 2:10.57  | Geisiane de Lima (BRA)                                                              | 2:12.32  | Diana Armas (ECU)                                                                      | 2:13.06  |
| 1 500 metros                | Geisiane de Lima (BRA)                                                              | 4:35.38  | Muriel Coneo (COL)                                                                  | 4:36.10  | Rocío Huillca (PER)                                                                    | 4:39.12  |
| 3 000 metros                | Inés Melchor (PER)                                                                  | 9:50.87  | Karina Villazana (PER)                                                              | 9:59.68  | Michele das Chagas (BRA)                                                               | 10:13.28 |
| 5 000 metros                | Inés Melchor (PER)                                                                  | 17:05.78 | Rocío Cántara (PER)                                                                 | 17:21.13 | Michele das Chagas (BRA)                                                               | 17:52.82 |
| 10 km marcha atlética       | Ingrid Hernández (COL)                                                              | 49:49.64 | Fariluz Morales (PER)                                                               | 49:57.20 | Magaly Andrade (ECU)                                                                   | 50:41.19 |
| 100 metros barreiras        | Fabiana Moraes (BRA)                                                                | 14.01    | Gisele de Albuquerque (BRA)                                                         | 14.01    | María Azzato (ARG)                                                                     | 14.14    |
| 400 metros barreiras        | Dalelque Ferreira (BRA)                                                             | 60.55    | Higlecia de Oliveira (BRA)                                                          | 61.62    | Karina Caicedo (ECU)                                                                   | 62.38    |
| 3.000 metros com obstáculos | Sabine Heitling (BRA)                                                               | 10:41.11 | Isabel Feliciano da Silva (BRA)                                                     | 10:51.44 | Ingrid Galloso (CHI)                                                                   | 11:04.45 |
| 4×100 metros estafetas      | Brasil · Tatiane Ferraz · Josiane Valentim · Patricia Venancio · Franciela Krasucki | 45.25    | Colômbia · Nelcy Caicedo · Jackelin González · Alejandra Idrobo · Yomara Hinestroza | 46.28    | Venezuela · Madeleine Rondón · Jackeline Carabali · Patricia Blanco · Diomelys Motaban | 47.33    |
| 4×400 metros estafetas      | Colômbia · Jackelin González · Muriel Coneo · Yomara Hinestroza · Alejandra Idrobo  | 3:44.80  | Brasil · Higlecia de Oliveira · Dalelque Ferreira · Kamila Miranda · Gisele Cruz    | 3:45.00  | Equador · Pamela Freire · Diana Armas · Karina Caicedo · Erika Chávez                  | 3:45.66  |
| Salto em altura             | Marielys Rojas (VEN)                                                                | 1.76     | Verónica Davis (VEN)                                                                | 1.76     | Kauiza Venâncio (BRA)                                                                  | 1.73     |
| Salto com vara              | Keisa Monterola (VEN)                                                               | 3.60     | Cláudia Vitória (BRA)                                                               | 3.30     | Aline da Silva (BRA)                                                                   | 3.10     |
| Salto em comprimento        | Eliane Martins (BRA)                                                                | 6.41     | Tânia Ferreira da Silva (BRA)                                                       | 6.14     | Verónica Davis (VEN)                                                                   | 5.95     |
| Salto triplo                | Tânia Ferreira da Silva (BRA)                                                       | 13.31    | Verónica Davis (VEN)                                                                | 13.22    | Patrícia Venâncio (BRA)                                                                | 12.68    |
| Arremesso de peso           | Rocío Comba (ARG)                                                                   | 14.98    | Keely Medeiros (BRA)                                                                | 14.33    | Anna Pereira (BRA)                                                                     | 13.86    |
| Lançamento de disco         | Rocío Comba (ARG)                                                                   | 51.97    | Keely Medeiros (BRA)                                                                | 44.97    | Lisângela da Cruz (BRA)                                                                | 43.87    |
| Lançamento do martelo       | Rosa Rodríguez (VEN)                                                                | 57.90    | Marynna de Jesus (BRA)                                                              | 56.63    | Marcela Solano (CHI)                                                                   | 50.42    |
| Lançamento do dardo         | Jucilene de Lima (BRA)                                                              | 46.04    | Mariela Aguer (ARG)                                                                 | 42.41    | Katrina Subeldia (PAR)                                                                 | 42.38    |
| Heptatlo                    | Jailma de Lima (BRA)                                                                | 4962     | Tamiris Delfino (BRA)                                                               | 4813     | Madeleine Rondón (VEN)                                                                 | 4804     |

## Quadro de medalhas (não oficial)
| Ordem | País      | Medalha de ouro | Medalha de prata | Medalha de bronze | Total |
| ----- | --------- | --------------- | ---------------- | ----------------- | ----- |
| 1     | Brasil    | 20              | 20               | 16                | 56    |
| 2     | Venezuela | 8               | 6                | 5                 | 19    |
| 3     | Colômbia  | 5               | 5                | 6                 | 16    |
| 4     | Peru      | 3               | 5                | 2                 | 10    |
| 5     | Chile     | 3               | 3                | 5                 | 11    |
| 6     | Argentina | 3               | 1                | 5                 | 9     |
| 7     | Equador   | 2               | 2                | 4                 | 8     |
| 8     | Paraguai  | 0               | 1                | 1                 | 2     |
| 9     | Uruguai   | 0               | 1                | 0                 | 1     |

## Pontuação final por país
A pontuação final por países foi publicada.
| Posição | Nacionalidade | Pontos |
| ------- | ------------- | ------ |
| 1       | Brasil        | 486    |
| 2       | Venezuela     | 180    |
| 3       | Colômbia      | 165    |
| 4       | Chile         | 150    |
| 5       | Argentina     | 129    |
| 6       | Peru          | 75     |
| 7       | Equador       | 68     |
| 8       | Uruguai       | 15     |
| 9       | Paraguai      | 12     |
| 10      | Panamá        | 5      |
| 11      | Guiana        | 2      |

| Posição | Nacionalidade | Pontos |
| ------- | ------------- | ------ |
| 1       | Brasil        | 218    |
| 2       | Chile         | 100    |
| 2       | Venezuela     | 100    |
| 4       | Colômbia      | 72     |
| 5       | Argentina     | 55     |
| 6       | Equador       | 44     |
| 7       | Peru          | 31     |
| 8       | Uruguai       | 12     |
| 9       | Paraguai      | 8      |
| 10      | Guiana        | 2      |
| 10      | Panamá        | 2      |

| Posição | Nacionalidade | Pontos |
| ------- | ------------- | ------ |
| 1       | Brasil        | 268    |
| 2       | Colômbia      | 93     |
| 3       | Venezuela     | 80     |
| 4       | Argentina     | 74     |
| 5       | Chile         | 50     |
| 6       | Peru          | 44     |
| 7       | Equador       | 24     |
| 8       | Paraguai      | 4      |
| 9       | Panamá        | 3      |
| 9       | Uruguai       | 3      |

## Participantes (não oficial)
Uma contagem não oficial produziu o número de 294 atletas de 13 países: 
| - Argentina (60) - Bolívia (1) - Brasil (70) - Chile (38) - Colômbia (21) - Equador (16) | - Guiana (2) - Panamá (4) - Paraguai (25) - Peru (14) - Uruguai (17) - Venezuela (24) |